# Giải bóng đá vô địch quốc gia Séc 2024–25
Giải bóng đá vô địch quốc gia Séc 2024–25, được gọi là Chance Liga vì lý do tài trợ, là mùa giải thứ 32 của giải bóng đá hạng nhất dành cho các câu lạc bộ chuyên nghiệp của Cộng hòa Séc kể từ khi thành lập vào năm 1993. Mùa giải bắt đầu vào tháng 7 năm 2024. Nửa đầu mùa giải có 19 vòng, kết thúc vào tháng 12 và nửa còn lại sẽ bắt đầu vào tháng 2 năm 2025. Mùa giải kết thúc vào ngày 25 tháng 5 năm 2025 với hai trận play-out bổ sung vào ngày 29 tháng 5 và ngày 1 tháng 6 năm 2025.
Sparta Praha là đương kim vô địch.

## Định dạng
Bắt đầu từ mùa giải 2024–25, giải đấu sẽ được gọi là "Chance Liga" theo tên nhà tài trợ chính mới của giải, văn phòng cá cược Chance. Thể thức chung của mùa giải không thay đổi so với mùa giải trước, mỗi đội sẽ chơi theo thể thức sân nhà và sân khách. Đội xếp hạng thấp nhất sẽ xuống hạng trực tiếp ở giải hạng nhất, hai đội xếp thứ 14 và 15 sẽ chơi trận play-off với hai đội từ giải hạng nhất xếp thứ 2 và thứ 3 theo thể thức sân nhà và sân khách. Sự thay đổi là hủy bỏ trận chung kết play-off Conference League giữa đội thứ 5 và thứ 7 trên bảng xếp hạng. Đội chiến thắng ở nhóm giữa (tức là đội xếp thứ 7) sẽ chỉ nhận được tiền thưởng.
Đây sẽ là mùa giải thứ bảy sử dụng VAR, áp dụng công nghệ này trong tất cả các trận đấu. Nơi làm việc trung tâm VAR tại Prague 4 - Michle sẽ được sử dụng lần đầu tiên. VAR sẽ có công nghệ việt vị lần đầu tiên.
Trong mùa giải 2024–25, ba quy tắc mới đã được đưa ra. Các đội sẽ có thể sử dụng quyền thay người thứ sáu nếu có chấn thương đầu hoặc chấn động não. Hình phạt đối với cầu thủ trong tình huống cầu thủ phá hỏng cơ hội ghi bàn rõ ràng bằng tay sẽ được thay đổi và chỉ bị thẻ vàng thay vì thẻ đỏ. Đánh giá về hành vi chạy sớm của cầu thủ vào khu vực phạt đền trong khi bị phạt đền cũng sẽ thay đổi.
Những thay đổi khác liên quan đến ngày diễn ra các trận đấu, một phần là do định dạng mới của các giải đấu châu Âu. Phần mùa xuân sẽ bắt đầu sớm hơn một tuần so với những năm trước (vào ngày 1 tháng 2) và ngày chính xác của các trận đấu sẽ được xác định trước hơn ba tuần, như đã từng xảy ra cho đến nay.

## Các đội bóng

### Vị trí
| Hạng | Vùng           | Số đội | Câu lạc bộ                                              |
| ---- | -------------- | ------ | ------------------------------------------------------- |
| 1    | Praha          | 4      | Bohemians 1905, Dukla Praha, Sparta Praha, Slavia Praha |
| 2    | Liberec        | 2      | Jablonec, Slovan Liberec                                |
| 2    | Silesi Morava  | 2      | Baník Ostrava, Karviná                                  |
| 4    | Trung Bohemia  | 1      | Mladá Boleslav                                          |
| 4    | Hradec Králové | 1      | Hradec Králové                                          |
| 4    | Olomouc        | 1      | Sigma Olomouc                                           |
| 4    | Pardubice      | 1      | Pardubice                                               |
| 4    | Plzeň          | 1      | Viktoria Plzeň                                          |
| 4    | Nam Bohemia    | 1      | Dynamo České Budějovice                                 |
| 4    | Ústí nad Labem | 1      | Teplice                                                 |
| 4    | Zlín           | 1      | Slovácko                                                |

### Sân vận động
| Đội              | Địa điểm           | Sân vận động      | Sức chứa | Tk.    |
| ---------------- | ------------------ | ----------------- | -------- | ------ |
| Bohemians 1905   | Praha              | Ďolíček           | 6.300    | [ 7 ]  |
| České Budějovice | České Budějovice   | Střelecký ostrov  | 6.681    | [ 8 ]  |
| Dukla Praha      | Praha              | Juliska           | 8.150    | [ 9 ]  |
| Hradec Králové   | Hradec Králové     | Malšovická aréna  | 9.300    | [ 10 ] |
| Jablonec         | Jablonec nad Nisou | Střelnice         | 6.108    | [ 11 ] |
| Karviná          | Karviná            | Městský           | 4.833    | [ 12 ] |
| Slovan Liberec   | Liberec            | Nisy              | 9.900    | [ 13 ] |
| Mladá Boleslav   | Mladá Boleslav     | Lokotrans Aréna   | 5.000    | [ 14 ] |
| Sigma Olomouc    | Olomouc            | Andrův            | 12.474   | [ 15 ] |
| Baník Ostrava    | Ostrava            | Městský           | 15.123   | [ 16 ] |
| Pardubice        | Pardubice          | CFIG Arena        | 4.620    | [ 17 ] |
| Viktoria Plzeň   | Plzeň              | Doosan Arena      | 11.700   | [ 18 ] |
| Slavia Praha     | Praha              | Fortuna Arena     | 19.370   | [ 19 ] |
| Slovácko         | Uherské Hradiště   | Miroslava Valenty | 8.000    | [ 20 ] |
| Sparta Praha     | Praha              | epet ARENA        | 18.944   | [ 21 ] |
| Teplice          | Teplice            | Na Stínadlech     | 18.221   | [ 22 ] |

### Nhân sự và tài trợ
| Đội              | Huấn luyện viên trưởng                 | Đội trưởng        | Nhà sản xuất trang phục | Nhà tài trợ chính  |
| ---------------- | -------------------------------------- | ----------------- | ----------------------- | ------------------ |
| Bohemians        | Jaroslav Veselý                        | Josef Jindřišek   | Puma                    | BALshop            |
| České Budějovice | Jiří Lerch                             | Zdeněk Ondrášek   | Adidas                  | Tipsport           |
| Dukla Prague     | Petr Rada                              | Jan Peterka       | Adidas                  | Carbounion         |
| Hradec Králové   | David Horejš                           | Petr Kodeš        | Jako                    | Hradec Králové     |
| Jablonec         | Luboš Kozel                            | Nemanja Tekijaški | Capelli Sport           | 24live             |
| Karviná          | Martin Hyský                           | Jaroslav Svozil   | Joma                    | OKD                |
| Slovan Liberec   | Radoslav Kováč                         | Jan Mikula        | Nike                    | Tipsport           |
| Mladá Boleslav   | Josef Jinoch Pavel Malura Jakub Harant | Marek Matějovský  | Puma                    | Škoda Auto         |
| Sigma Olomouc    | Tomáš Janotka                          | Radim Breite      | Adidas                  | Tipsport           |
| Baník Ostrava    | Pavel Hapal                            | Ewerton           | Macron                  | Fortuna            |
| Pardubice        | David Střihavka                        | Kamil Vacek       | Joma                    | ČPP Servis         |
| Viktoria Plzeň   | Miroslav Koubek                        | Lukáš Kalvach     | Macron                  | Doosan Škoda Power |
| Slavia Prague    | Jindřich Trpišovský                    | Jan Bořil         | Puma                    | eToro              |
| Slovácko         | Tomáš Palinek                          | Stanislav Hofmann | Puma                    | Z-Group            |
| Sparta Prague    | Luboš Loučka                           | Filip Panák       | Adidas                  | Betano             |
| Teplice          | Zdenko Frťala                          | Lukáš Mareček     | Macron                  | AGC Glass Europe   |

### Thay đổi huấn luyện viên
Trước mùa giải:
| Đội            | HLV ra đi      | Lý do        | Ngày ra đi | Được thay bởi  | Ngày ký   | Có hiệu lực đến |
| -------------- | -------------- | ------------ | ---------- | -------------- | --------- | --------------- |
| Slovan Liberec | Luboš Kozel    | Hết hợp đồng | 30/6/2024  | Radoslav Kováč | 26/5/2024 | Không tiết lộ   |
| Pardubice      | Radoslav Kováč | Thỏa thuận   | 25/5/2024  | Jiří Saňák     | 27/5/2024 | Không tiết lộ   |
| Sigma Olomouc  | Jiří Saňák     | Sa thải      | 12/5/2024  | Tomáš Janotka  | 29/5/2024 | Không tiết lộ   |
| Karviná        | Marek Bielan   | Sa thải      | 30/6/2024  | Martin Hyský   | 11/6/2024 | Không tiết lộ   |
| Sparta Prague  | Brian Priske   | Thỏa thuận   | 12/6/2024  | Lars Friis     | 12/6/2024 | Không tiết lộ   |
| Slovácko       | Martin Svědík  | Thỏa thuận   | 31/5/2024  | Roman West     | 12/6/2024 | Không tiết lộ   |
| Jablonec       | Radoslav Látal | Sa thải      | 7/6/2024   | Luboš Kozel    | 17/6/2024 | Không tiết lộ   |

Trong mùa giải:
| Đội              | HLV ra đi          | Lý do      | Ngày ra đi | Vòng thi đấu | Vị trí ở BXH | Được thay bởi                          | Ngày ký    | Có hiệu lực đến |
| ---------------- | ------------------ | ---------- | ---------- | ------------ | ------------ | -------------------------------------- | ---------- | --------------- |
| České Budějovice | Jiří Lerch         | Sa thải    | 28/7/2024  | 2            | thứ 16       | František Straka                       | 28/7/2024  | Không tiết lộ   |
| Mladá Boleslav   | David Holoubek     | Thỏa thuận | 24/8/2024  | 5            | thứ 10       | Andreas Brännström                     | 24/8/2024  | Không tiết lộ   |
| Pardubice        | Jiří Saňák         | Sa thải    | 26/10/2024 | 13           | thứ 15       | David Střihavka                        | 29/10/2024 | Không tiết lộ   |
| Slovácko         | Roman West         | Sa thải    | 27/10/2024 | 13           | thứ 8        | Ondřej Smetana                         | 14/11/2024 | Hè 2027         |
| České Budějovice | František Straka   | Sa thải    | 10/1/2025  | 19           | thứ 16       | Jiří Lerch                             | 12/1/2025  | Không tiết lộ   |
| Slovácko         | Ondřej Smetana     | Sa thải    | 31/3/2025  | 27           | thứ 13       | Tomáš Palinek                          | 31/3/2025  | Hết mùa giải    |
| Mladá Boleslav   | Andreas Brännström | Thỏa thuận | 8/4/2025   | 28           | thứ 10       | Josef Jinoch Pavel Malura Jakub Harant | 8/4/2025   | Hết mùa giải    |
| Sparta Prague    | Lars Friis         | Sa thải    | 15/5/2025  | 33           | thứ 4        | Luboš Loučka                           | 15/5/2025  | Hết mùa giải    |

## Bảng xếp hạng

### Mùa giải thông thường
| VT | Đội              | ST | T  | H  | B  | BT | BB | HS  | Đ  | Giành quyền tham dự hoặc xuống hạng |
| -- | ---------------- | -- | -- | -- | -- | -- | -- | --- | -- | ----------------------------------- |
| 1  | Slavia Praha     | 30 | 25 | 3  | 2  | 61 | 11 | +50 | 78 | Tham dự nhóm vô địch                |
| 2  | Viktoria Plzeň   | 30 | 20 | 5  | 5  | 59 | 28 | +31 | 65 | Tham dự nhóm vô địch                |
| 3  | Baník Ostrava    | 30 | 20 | 4  | 6  | 52 | 26 | +26 | 64 | Tham dự nhóm vô địch                |
| 4  | Sparta Praha     | 30 | 19 | 5  | 6  | 56 | 33 | +23 | 62 | Tham dự nhóm vô địch                |
| 5  | Jablonec         | 30 | 15 | 6  | 9  | 47 | 25 | +22 | 51 | Tham dự nhóm vô địch                |
| 6  | Sigma Olomouc    | 30 | 12 | 7  | 11 | 46 | 41 | +5  | 43 | Tham dự nhóm vô địch                |
| 7  | Slovan Liberec   | 30 | 11 | 9  | 10 | 45 | 31 | +14 | 42 | Tham dự play-off                    |
| 8  | Karviná          | 30 | 11 | 8  | 11 | 40 | 52 | −12 | 41 | Tham dự play-off                    |
| 9  | Hradec Králové   | 30 | 11 | 7  | 12 | 33 | 31 | +2  | 40 | Tham dự play-off                    |
| 10 | Bohemians 1905   | 30 | 8  | 10 | 12 | 32 | 42 | −10 | 34 | Tham dự play-off                    |
| 11 | Mladá Boleslav   | 30 | 9  | 7  | 14 | 40 | 40 | 0   | 34 | Tham dự nhóm xuống hạng             |
| 12 | Teplice          | 30 | 9  | 7  | 14 | 32 | 42 | −10 | 34 | Tham dự nhóm xuống hạng             |
| 13 | Slovácko         | 30 | 7  | 9  | 14 | 25 | 51 | −26 | 30 | Tham dự nhóm xuống hạng             |
| 14 | Dukla Praha      | 30 | 5  | 9  | 16 | 23 | 47 | −24 | 24 | Tham dự nhóm xuống hạng             |
| 15 | Pardubice        | 30 | 4  | 7  | 19 | 22 | 49 | −27 | 19 | Tham dự nhóm xuống hạng             |
| 16 | České Budějovice | 30 | 0  | 5  | 25 | 14 | 78 | −64 | 5  | Tham dự nhóm xuống hạng             |

1. 1 2 3  Điểm đối đầu: Bohemians 8, Mladá Boleslav 7, Teplice 1.

### Vị trí theo vòng
Bảng liệt kê vị trí của các đội sau mỗi vòng thi đấu. Để duy trì các diễn biến theo trình tự thời gian, bất kỳ trận đấu bù nào (vì bị hoãn) sẽ không được tính vào vòng đấu mà chúng đã được lên lịch ban đầu, mà sẽ được tính thêm vào vòng đấu diễn ra ngay sau đó.
| Đội ╲ Vòng       | 1              | 2 | 3 | 4 | 5 | 6 | 7 | 8 | 9 | 10 | 11 | 12 | 13 | 14 | 15 | 16 | 17 | 18 | 19 | 20 | 21 | 22 | 23 | 24 | 25 | 26 | 27 | 28 | 29 | 30 |    |
| ---------------- | -------------- | - | - | - | - | - | - | - | - | -- | -- | -- | -- | -- | -- | -- | -- | -- | -- | -- | -- | -- | -- | -- | -- | -- | -- | -- | -- | -- | -- |
| Đội ╲ Vòng       | Bohemians 1905 | 6 |   |   |   |   |   |   |   |    |    |    |    |    |    |    |    |    | 12 | 12 | 9  | 9  | 9  | 8  | 9  | 10 | 10 | 11 | 11 | 11 | 10 |
| České Budějovice | 15             |   |   |   |   |   |   |   |   |    |    |    |    |    |    |    |    | 16 | 16 | 16 | 16 | 16 | 16 | 16 | 16 | 16 | 16 | 16 | 16 | 16 |    |
| Dukla Praha      | 13             |   |   |   |   |   |   |   |   |    |    |    |    |    |    |    |    | 15 | 15 | 15 | 15 | 15 | 15 | 14 | 14 | 14 | 14 | 14 | 14 | 14 |    |
| Hradec Králové   | 7              |   |   |   |   |   |   |   |   |    |    |    |    |    |    |    |    | 10 | 8  | 8  | 8  | 8  | 9  | 8  | 8  | 8  | 7  | 9  | 7  | 9  |    |
| Jablonec         | 3              |   |   |   |   |   |   |   |   |    |    |    |    |    |    |    |    | 5  | 5  | 5  | 5  | 5  | 5  | 5  | 5  | 5  | 5  | 5  | 5  | 5  |    |
| Karviná          | 14             |   |   |   |   |   |   |   |   |    |    |    |    |    |    |    |    | 11 | 11 | 12 | 12 | 12 | 12 | 11 | 12 | 11 | 9  | 8  | 9  | 8  |    |
| Slovan Liberec   | 1              |   |   |   |   |   |   |   |   |    |    |    |    |    |    |    |    | 8  | 10 | 11 | 11 | 10 | 10 | 10 | 9  | 9  | 8  | 6  | 6  | 7  |    |
| Mladá Boleslav   | 16             |   |   |   |   |   |   |   |   |    |    |    |    |    |    |    |    | 6  | 6  | 7  | 6  | 7  | 7  | 7  | 7  | 7  | 10 | 10 | 10 | 11 |    |
| Sigma Olomouc    | 4              |   |   |   |   |   |   |   |   |    |    |    |    |    |    |    |    | 9  | 7  | 6  | 7  | 6  | 6  | 6  | 6  | 6  | 6  | 7  | 8  | 6  |    |
| Baník Ostrava    | 10             |   |   |   |   |   |   |   |   |    |    |    |    |    |    |    |    | 4  | 4  | 4  | 4  | 4  | 4  | 4  | 4  | 3  | 2  | 3  | 3  | 3  |    |
| Pardubice        | 11             |   |   |   |   |   |   |   |   |    |    |    |    |    |    |    |    | 14 | 14 | 14 | 14 | 14 | 14 | 15 | 15 | 15 | 15 | 15 | 15 | 15 |    |
| Viktoria Plzeň   | 2              |   |   |   |   |   |   |   |   |    |    |    |    |    |    |    |    | 2  | 2  | 2  | 2  | 2  | 2  | 2  | 3  | 4  | 3  | 2  | 2  | 2  |    |
| Slavia Praha     | 9              |   |   |   |   |   |   |   |   |    |    |    |    |    |    |    |    | 1  | 1  | 1  | 1  | 1  | 1  | 1  | 1  | 1  | 1  | 1  | 1  | 1  |    |
| Slovácko         | 8              |   |   |   |   |   |   |   |   |    |    |    |    |    |    |    |    | 7  | 9  | 10 | 10 | 11 | 11 | 12 | 11 | 13 | 13 | 13 | 13 | 13 |    |
| Sparta Praha     | 5              |   |   |   |   |   |   |   |   |    |    |    |    |    |    |    |    | 3  | 3  | 3  | 3  | 3  | 3  | 3  | 2  | 2  | 4  | 4  | 4  | 4  |    |
| Teplice          | 12             |   |   |   |   |   |   |   |   |    |    |    |    |    |    |    |    | 13 | 13 | 13 | 13 | 13 | 13 | 13 | 13 | 12 | 12 | 12 | 12 | 12 |    |

## Kết quả

### Tỷ số
| Nhà \ Khách      | BOH | CBU | DUK | HKR | JAB | KAR | LIB | MLA | PCE | OLO | OST | PLZ | SLA | SLO | SPA | TEP |
| ---------------- | --- | --- | --- | --- | --- | --- | --- | --- | --- | --- | --- | --- | --- | --- | --- | --- |
| Bohemians 1905   | —   | 1–0 | 3–1 | 0–3 | 1–2 | 3–3 | 0–0 | 2–2 | 0–0 | 0–1 | 2–1 | 1–2 | 0–4 | 3–3 | 1–2 | 1–1 |
| České Budějovice | 0–0 | —   | 0–0 | 0–2 | 2–3 | 2–3 | 0–0 | 0–4 | 1–3 | 0–2 | 0–4 | 0–3 | 0–4 | 0–2 | 0–2 | 1–1 |
| Dukla Prague     | 1–0 | 3–0 | —   | 1–2 | 0–2 | 0–0 | 1–4 | 0–1 | 2–1 | 1–3 | 1–2 | 1–3 | 0–0 | 1–2 | 1–1 | 1–1 |
| Hradec Králové   | 2–2 | 1–0 | 1–0 | —   | 1–1 | 1–1 | 0–2 | 2–1 | 3–0 | 1–1 | 0–1 | 0–1 | 1–1 | 3–0 | 0–2 | 1–0 |
| Jablonec         | 0–1 | 5–0 | 2–1 | 2–0 | —   | 5–0 | 0–0 | 2–0 | 1–0 | 0–0 | 3–1 | 0–0 | 1–2 | 4–2 | 1–2 | 3–0 |
| Karviná          | 1–2 | 4–1 | 0–0 | 0–0 | 1–0 | —   | 1–3 | 3–1 | 1–0 | 2–1 | 0–0 | 1–2 | 0–4 | 2–0 | 2–3 | 1–1 |
| Slovan Liberec   | 2–2 | 2–0 | 1–1 | 0–0 | 0–5 | 2–3 | —   | 3–1 | 3–0 | 1–1 | 0–1 | 1–1 | 0–1 | 4–0 | 1–0 | 3–0 |
| Mladá Boleslav   | 1–2 | 4–0 | 0–1 | 3–0 | 0–1 | 1–1 | 1–0 | —   | 2–2 | 1–3 | 0–0 | 0–2 | 0–2 | 3–0 | 2–2 | 2–1 |
| Pardubice        | 2–0 | 0–0 | 0–1 | 2–1 | 2–0 | 0–1 | 1–1 | 0–3 | —   | 2–2 | 2–3 | 0–0 | 0–2 | 0–1 | 1–2 | 0–1 |
| Sigma Olomouc    | 1–3 | 3–0 | 2–1 | 1–2 | 0–0 | 1–2 | 1–4 | 3–2 | 4–0 | —   | 2–2 | 2–1 | 1–2 | 2–1 | 1–2 | 2–1 |
| Baník Ostrava    | 1–0 | 2–1 | 6–0 | 1–0 | 1–0 | 2–1 | 2–0 | 2–1 | 5–2 | 1–0 | —   | 1–3 | 0–1 | 3–1 | 1–1 | 2–0 |
| Viktoria Plzeň   | 2–0 | 7–2 | 4–2 | 1–0 | 3–2 | 5–0 | 3–2 | 1–1 | 2–0 | 2–1 | 0–1 | —   | 1–3 | 2–0 | 1–0 | 1–1 |
| Slavia Prague    | 2–0 | 4–0 | 3–0 | 2–1 | 3–0 | 5–1 | 1–0 | 1–0 | 2–0 | 2–0 | 1–0 | 3–0 | —   | 2–0 | 2–1 | 2–1 |
| Slovácko         | 0–0 | 2–1 | 0–0 | 1–5 | 0–0 | 2–1 | 0–4 | 1–1 | 1–1 | 2–2 | 1–0 | 1–0 | 0–0 | —   | 0–2 | 0–2 |
| Sparta Prague    | 1–0 | 2–1 | 2–0 | 3–0 | 2–1 | 4–1 | 2–1 | 2–0 | 2–1 | 2–3 | 1–3 | 2–4 | 2–0 | 2–2 | —   | 1–1 |
| Teplice          | 1–2 | 5–2 | 1–1 | 1–0 | 0–1 | 1–3 | 2–1 | 1–2 | 2–0 | 1–0 | 2–3 | 0–2 | 1–0 | 1–0 | 1–4 | —   |

### Bảng thắng bại
- T = Thắng, H = Hòa, B = Bại
- () = Trận đấu bị hoãn
- (T), (H), (B) = Trận đấu bù và kết quả; Trận đấu bù được ghi trong cột nào, ví dụ cột số 6 có nghĩa là đã thi đấu sau vòng 6 và trước vòng 7.

| Đội \ Vòng       | 1 | 2 | 3  | 4 | 5 | 6     | 7 | 8      | 9 | 10 | 11 | 12 | 13 | 14 | 15 | Đội              | 16    | 17    | 18 | 19 | 20 | 21 | 22 | 23 | 24 | 25    | 26 | 27 | 28    | 29 | 30 | Đội              | Play-off | Play-off | Play-off | Play-off | Play-off |
| ---------------- | - | - | -- | - | - | ----- | - | ------ | - | -- | -- | -- | -- | -- | -- | ---------------- | ----- | ----- | -- | -- | -- | -- | -- | -- | -- | ----- | -- | -- | ----- | -- | -- | ---------------- | -------- | -------- | -------- | -------- | -------- |
| Bohemians 1905   | T | B | H  | B | T | B     | H | ()     | H | B  | T  | H  | T  | H  | B  | Bohemians 1905   | T     | H (B) | B  | H  | T  | T  | H  | H  | B  | B     | T  | H  | B     | B  | B  | Bohemians 1905   |          | T        | B        | T        | B        |
| České Budějovice | B | B | B  | B | B | B     | H | ()     | B | B  | B  | B  | B  | H  | B  | České Budějovice | B     | H (B) | B  | B  | H  | B  | B  | B  | B  | B     | B  | B  | B     | H  | B  | České Budějovice | B        | H        | B        | B        | B        |
| Dukla Prague     | B | T | B  | B | B | T     | H | ()     | B | B  | H  | T  | B  | B  | B  | Dukla Prague     | B     | H (B) | B  | B  | H  | () | H  | B  | H  | H (H) | T  | H  | T     | B  | B  | Dukla Prague     | H        | T        | T        | B        | T        |
| Hradec Králové   | T | B | T  | B | T | B     | B | ()     | T | B  | H  | H  | T  | H  | H  | Hradec Králové   | B     | B (T) | B  | T  | T  | B  | H  | () | H  | H     | T  | T  | B (T) | B  | B  | Hradec Králové   |          | T        | T        | B        | T        |
| Jablonec         | T | B | H  | T | B | T     | H | ()     | B | T  | T  | B  | H  | T  | B  | Jablonec         | T     | B (T) | T  | B  | B  | T  | T  | T  | H  | H     | B  | H  | T     | T  | T  | Jablonec         | T        | T        | T        | T        | B        |
| Karviná          | B | T | () | B | B | T (H) | H | ()     | T | B  | H  | T  | H  | T  | B  | Karviná          | T     | B (B) | B  | H  | H  | () | B  | B  | T  | H (H) | T  | T  | T     | B  | T  | Karviná          |          | B        | B        |          |          |
| Slovan Liberec   | T | H | B  | B | T | B     | H | ()     | H | T  | B  | B  | T  | H  | H  | Slovan Liberec   | T     | B (B) | T  | H  | B  | B  | T  | H  | H  | H     | T  | T  | T     | T  | B  | Slovan Liberec   |          | B        | T        |          |          |
| Mladá Boleslav   | B | T | B  | T | B | ()    | T | () (B) | H | H  | H  | H  | H  | T  | H  | Mladá Boleslav   | H     | T (T) | T  | B  | B  | T  | B  | T  | B  | B     | B  | B  | B     | B  | B  | Mladá Boleslav   | T        | T        | B        | B        | H        |
| Pardubice        | B | B | T  | B | B | T     | B | ()     | H | B  | B  | B  | B  | H  | T  | Pardubice        | B     | H (H) | H  | H  | B  | B  | B  | B  | B  | H     | B  | B  | T     | B  | B  | Pardubice        | B        | B        | T        | T        | B        |
| Sigma Olomouc    | T | H | T  | B | T | ()    | H | () (B) | T | T  | B  | H  | H  | B  | () | Sigma Olomouc    | B (T) | B (H) | B  | T  | T  | B  | T  | T  | B  | T     | B  | H  | B     | H  | T  | Sigma Olomouc    | B        | H        | B        | B        | H        |
| Baník Ostrava    | B | T | () | T | B | T (H) | H | ()     | T | T  | H  | B  | T  | T  | T  | Baník Ostrava    | B     | T (B) | T  | T  | T  | T  | B  | T  | T  | T     | T  | T  | H     | T  | T  | Baník Ostrava    | B        | H        | T        | T        | B        |
| Viktoria Plzeň   | T | T | H  | T | T | ()    | H | () (T) | B | H  | T  | T  | T  | B  | T  | Viktoria Plzeň   | T     | T (H) | T  | T  | B  | T  | T  | B  | T  | H     | B  | T  | T     | T  | T  | Viktoria Plzeň   | T        | B        | B        | T        | T        |
| Slavia Prague    | H | T | T  | T | T | ()    | T | () (T) | T | T  | T  | T  | T  | H  | T  | Slavia Prague    | T     | T (T) | T  | B  | T  | T  | T  | T  | T  | B     | T  | H  | T     | T  | T  | Slavia Prague    | T        | T        | T        | B        | T        |
| Slovácko         | H | B | H  | T | T | H     | H | ()     | B | T  | T  | B  | B  | T  | () | Slovácko         | H (B) | H (T) | H  | B  | B  | B  | H  | () | B  | T     | B  | B  | B (B) | H  | B  | Slovácko         | T        | H        | B        | T        | H        |
| Sparta Prague    | T | T | T  | T | T | H     | T | ()     | T | B  | B  | T  | B  | B  | H  | Sparta Prague    | H     | H (T) | T  | T  | T  | T  | T  | T  | T  | T     | B  | B  | H     | T  | T  | Sparta Prague    | B        | B        | B        | B        | H        |
| Teplice          | B | B | B  | T | B | B     | B | ()     | B | T  | H  | T  | B  | B  | T  | Teplice          | H     | T (H) | B  | T  | H  | B  | B  | B  | T  | H     | T  | H  | B     | H  | T  | Teplice          | H        | B        | T        | T        | T        |
| Đội \ Vòng       | 1 | 2 | 3  | 4 | 5 | 6     | 7 | 8      | 9 | 10 | 11 | 12 | 13 | 14 | 15 | Đội              | 16    | 17    | 18 | 19 | 20 | 21 | 22 | 23 | 24 | 25    | 26 | 27 | 28    | 29 | 30 | Đội              | Play-off | Play-off | Play-off | Play-off | Play-off |

## Nhóm Vô địch
Điểm và bàn thắng được chuyển toàn bộ từ mùa giải thông thường sang.
| VT | Đội               | ST | T  | H | B  | BT | BB | HS  | Đ  | Giành quyền tham dự hoặc xuống hạng         |  | SLA | PLZ | OST | SPA | JAB | OLO |
| -- | ----------------- | -- | -- | - | -- | -- | -- | --- | -- | ------------------------------------------- |  | --- | --- | --- | --- | --- | --- |
| 1  | Slavia Prague (C) | 35 | 29 | 3 | 3  | 77 | 18 | +59 | 90 | Tham dự vòng đấu hạng Champions League      |  | —   | 4–3 | 3–0 | 2–1 | —   | —   |
| 2  | Viktoria Plzeň    | 35 | 23 | 5 | 7  | 71 | 36 | +35 | 74 | Tham dự vòng loại thứ hai Champions League  |  | —   | —   | 1–2 | 2–0 | 4–1 | —   |
| 3  | Baník Ostrava     | 35 | 22 | 5 | 8  | 58 | 34 | +24 | 71 | Tham dự vòng loại thứ hai Europa League     |  | —   | —   | —   | 3–2 | 1–2 | 0–0 |
| 4  | Sparta Prague     | 35 | 19 | 6 | 10 | 61 | 44 | +17 | 63 | Tham dự vòng loại thứ hai Conference League |  | —   | —   | —   | —   | 1–3 | 1–1 |
| 5  | Jablonec          | 35 | 19 | 6 | 10 | 60 | 33 | +27 | 63 |                                             |  | 3–2 | —   | —   | —   | —   | 4–0 |
| 6  | Sigma Olomouc     | 35 | 12 | 9 | 14 | 48 | 53 | −5  | 45 | Tham dự vòng play-off Europa League         |  | 0–5 | 1–2 | —   | —   | —   | —   |

1. ↑  Đội vô địch Cúp bóng đá Séc 2024–25 (Sigma Olomouc) sẽ đủ điều kiện tham dự vòng play-off Europa League.

## Nhóm Giữa
Các đội sẽ chơi theo nhóm để xếp hạng. Bắt đầu từ mùa giải 2024–25, đội vô địch nhóm sẽ không còn được trao suất play-off Conference League khi đối đầu với đội đứng thứ tư hoặc thứ năm của nhóm vô địch và sẽ chỉ nhận được tiền thưởng.
|  | Vòng một       | Vòng một       | Vòng một | Vòng một |                |   | Vòng hai | Vòng hai | Vòng hai | Vòng hai |
|  |                |                |          |          |                |   |          |          |          |          |
|  |                |                |          |          |                |   |          |          |          |          |
|  |                |                |          |          |                |   |          |          |          |          |
|  | Bohemians 1905 | 4              | 0        | 4        |                |   |          |          |          |          |
|  | Bohemians 1905 | 4              | 0        | 4        |                |   |          |          |          |          |
|  | Slovan Liberec | 1              | 1        | 2        |                |   |          |          |          |          |
|  | Slovan Liberec | 1              | 1        | 2        | Bohemians 1905 | 1 | 0        | 1        |          |          |
|  |                |                |          |          | Bohemians 1905 | 1 | 0        | 1        |          |          |
|  |                | Hradec Králové | 0        | 2        | 2              |   |          |          |          |          |
|  | Hradec Králové | Hradec Králové | 0        | 2        | 2              | 1 | 4        | 5        |          |          |
|  | Hradec Králové |                |          |          |                | 1 | 4        | 5        |          |          |
|  | Karviná        | 0              | 0        | 0        |                |   |          |          |          |          |
|  | Karviná        | 0              | 0        | 0        |                |   |          |          |          |          |

## Nhóm Xuống hạng
Điểm và bàn thắng được chuyển toàn bộ từ mùa giải thông thường sang.
| VT | Đội                  | ST | T  | H  | B  | BT | BB | HS  | Đ  | Giành quyền tham dự hoặc xuống hạng |     | TEP | MLA | SLO | DUK | PCE | CBU |
| -- | -------------------- | -- | -- | -- | -- | -- | -- | --- | -- | ----------------------------------- | --- | --- | --- | --- | --- | --- | --- |
| 11 | Teplice              | 35 | 12 | 8  | 15 | 41 | 45 | −4  | 44 |                                     |     | —   | —   | 1–0 | 2–2 | 3–0 | —   |
| 12 | Mladá Boleslav       | 35 | 11 | 8  | 16 | 48 | 48 | 0   | 41 |                                     | 1–0 | —   | 2–2 | 2–3 | —   | —   |     |
| 13 | Slovácko             | 35 | 9  | 11 | 15 | 31 | 56 | −25 | 38 |                                     | —   | —   | —   | 3–2 | 1–0 | 0–0 |     |
| 14 | Dukla Prague (O)     | 35 | 8  | 10 | 17 | 34 | 55 | −21 | 34 | Tham dự play-off Xuống hạng         |     | —   | —   | —   | —   | 2–0 | 2–1 |
| 15 | Pardubice (O)        | 35 | 6  | 7  | 22 | 25 | 56 | −31 | 25 | Tham dự play-off Xuống hạng         |     | —   | 2–1 | —   | —   | —   | 1–0 |
| 16 | České Budějovice (R) | 35 | 0  | 6  | 29 | 16 | 86 | −70 | 6  | Xuống hạng FNL                      |     | 0–3 | 1–2 | —   | —   | —   | —   |

## Play-off Xuống hạng
Các đội xếp thứ 14 và 15 ở nhóm Xuống hạng sẽ đối đầu với các đội xếp thứ 2 và 3 ở Giải bóng đá hạng nhất quốc gia Séc 2024–25 để giành hai suất ở Giải bóng đá vô địch quốc gia Séc 2025–26.
| Đội 1     | TTS          | Đội 2        | Lượt đi | Lượt về      |
| --------- | ------------ | ------------ | ------- | ------------ |
| Vyškov    | 1–1 (2–4 p.) | Dukla Prague | 0–0     | 1–1 (s.h.p.) |
| Pardubice | 2–1          | Chrudim      | 2–0     | 0–1          |

### Các trận đấu
| Vyškov | 0–0 | Dukla Prague |
| ------ | --- | ------------ |
|        |     |              |

| Dukla Prague                                | 1–1 (s.h.p.) | Vyškov                       |
| ------------------------------------------- | ------------ | ---------------------------- |
| - Milla 64'                                 |              | - Conde 45+3'                |
| Loạt sút luân lưu                           |              |                              |
| - Lichy - Doda - Hora - Mosquera - Reznicek | 4–2          | - Zifcak - Sa - Vedral - Kok |

Tổng tỷ số 1–1, Dukla Prague thắng 4–2 trên chấm luân lưu và trụ hạng thành công.
---
| Pardubice                   | 2–0 | Chrudim |
| --------------------------- | --- | ------- |
| - Kalabiska 51' - Misek 76' |     |         |

| Chrudim          | 1–0 | Pardubice |
| ---------------- | --- | --------- |
| - - Dolechek 60' |     |           |

Pardubice thắng với tổng tỷ số 2–1 và trụ hạng thành công.

## Thống kê

### Ghi bàn hàng đầu
| Hạng | Cầu thủ        | Câu lạc bộ              | Bàn thắng |
| ---- | -------------- | ----------------------- | --------- |
| 1    | Jan Kliment    | Olomouc                 | 18        |
| 2    | Pavel Šulc     | Plzeň                   | 15        |
| 3    | Tomáš Chorý    | Slavia                  | 14        |
| 4    | Ewerton        | Ostrava                 | 13        |
| 4    | Filip Vecheta  | Karviná                 | 13        |
| 4    | Vasil Kušej    | Mladá Boleslav / Slavia | 13        |
| 7    | Lukáš Haraslín | Sparta                  | 11        |
| 8    | Matyáš Vojta   | Mladá Boleslav          | 10        |
| 8    | Matěj Vydra    | Plzeň                   | 10        |
| 8    | Amar Memić     | Karviná / Plzeň         | 10        |

#### Hat-trick
- H (= Home): Sân nhà
- A (= Away): Sân khách

| Cầu thủ          | Câu lạc bộ     | Đối đầu với | Tỷ số   | Thời gian           |
| ---------------- | -------------- | ----------- | ------- | ------------------- |
| Daniel Mareček   | Mladá Boleslav | Slovácko    | 3–0 (H) | Vòng 2, 28/7/2024   |
| Mojmír Chytil    | Slavia Praha   | Karviná     | 5–1 (H) | Vòng 15, 10/11/2024 |
| Denis Višinský   | Liberec        | Olomouc     | 4–1 (A) | Vòng 16, 24/11/2024 |
| Marek Matějovský | Mladá Boleslav | Budějovice  | 4–0 (A) | Vòng 18, 8/12/2024  |
| Jan Kopic        | Plzeň          | Budějovice  | 7–2 (H) | Vòng 19, 15/12/2024 |
| Lukáš Haraslín   | Sparta Praha   | Karviná     | 3–2 (A) | Vòng 22, 15/2/2025  |
| Filip Vecheta    | Karvina        | Budejovice  | 3–2 (A) | Vòng 26, 16/3/2025  |